# Луговська сільська рада (Зональний район)
Луговська́ сільська рада (рос. Луговской сельский совет) — сільське поселення у складі Зонального району Алтайського краю Росії.
Адміністративний центр — село Луговське.

## Населення
Населення — 1346 осіб (2019; 1358 в 2010, 1560 у 2002).

## Склад
До складу сільської ради входять:
| Населений пункт        | Населення, осіб (2002) | Населення, осіб (2010) |
| ---------------------- | ---------------------- | ---------------------- |
| Луговське, село        | 1229                   | 1142                   |
| Новий Бит, селище      | 251                    | 172                    |
| Путь Ленінізма, селище | 80                     | 44                     |